# パロアルト研究所

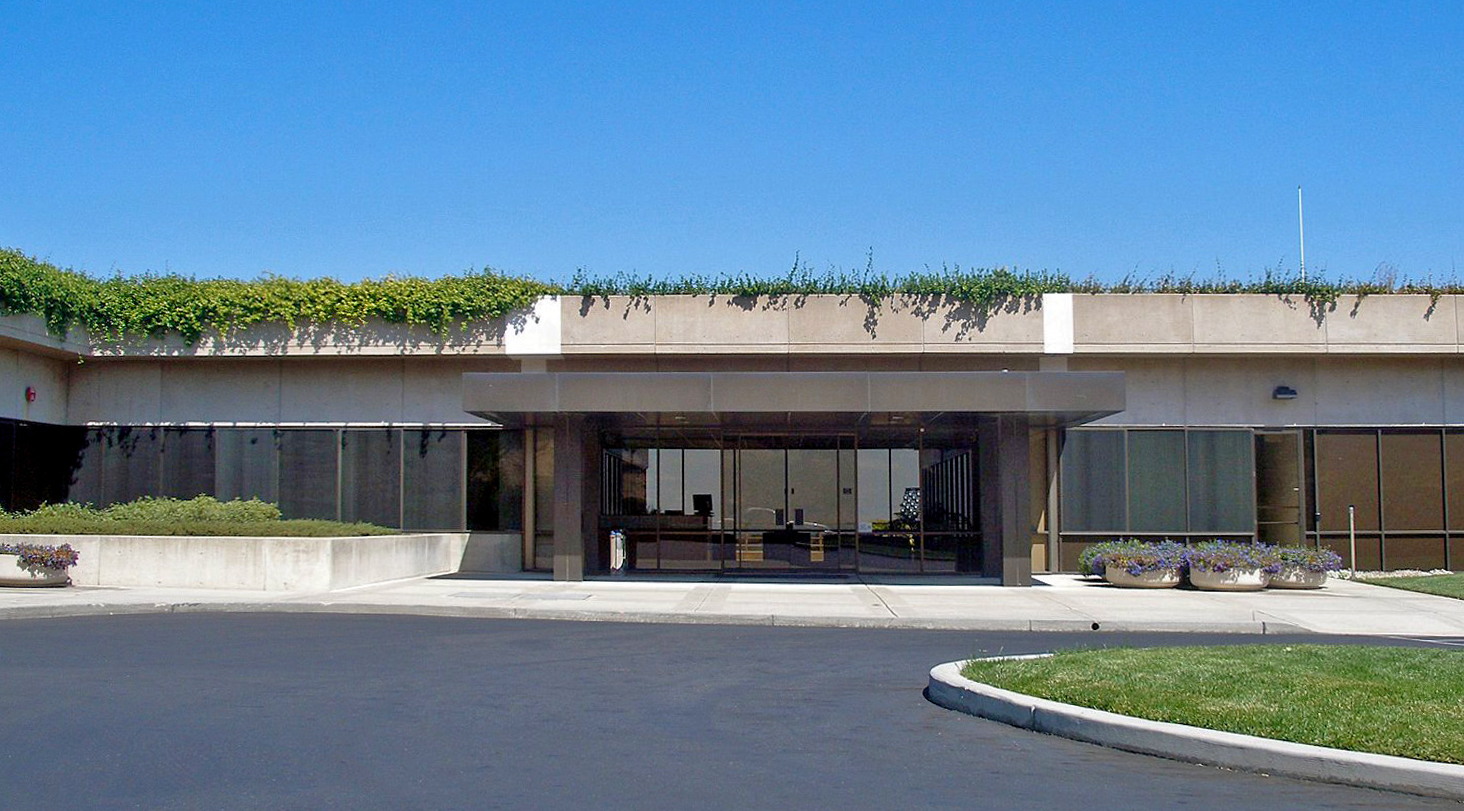
正面玄関

パロアルト研究所（パロアルトけんきゅうじょ、Palo Alto Research Center、PARC）は、アメリカ合衆国のカリフォルニア州パロアルトにある研究開発企業である。

## 概要
複写機大手の米ゼロックス (XEROX) 社が1970年にアーキテクチャー・オブ・インフォーメーションの創出を目標として開設した。コンピューターサイエンス方面に与えた影響が大きく、マウス、Smalltalk、イーサネット、レーザープリンターなどの発明が行われ、他にグラフィカルユーザインタフェース (GUI)、ユビキタスコンピューティングなどの研究開発も行っている。デバイス領域ではVLSI、半導体レーザー、電子ペーパーなどの研究を行う。開放的な気風だといわれた。
2002年、ゼロックスの完全子会社となり、医療技術、「クリーン・テクノロジー」、ユーザインタフェース設計、sensemaking、ユビキタスコンピューティング、エレクトロニクス全般、組み込みシステムや知的システムなどについて研究を行っている。

## 歴史
1969年、ゼロックスの主任科学者ジャック・ゴールドマンは、セントルイス・ワシントン大学の学長だった物理学者ジョージ・ペイク（核磁気共鳴の研究で有名）にゼロックスの2番目の研究センター設立への援助を依頼した。
ペイクはその場所としてパロアルトの土地を選び、そこにパロアルト研究所が建設された。ゼロックスの本社は当時ニューヨーク州にあってかなり遠く、新たな研究所の科学者らは自由に研究でき、運営の独自性もある程度確保されていた。
パロアルト研究所が西海岸にあったことは1970年代には利点となった。すなわち、すぐ近くにスタンフォード研究所 (SRI) の オーグメンテイション研究センター（ダグラス・エンゲルバートの研究所）があり、DARPA、NASA、アメリカ空軍からの資金で運営していたものの、1970年代には縮小傾向になっていた。そのため、優秀な技術者や科学者を雇うことができたのである。
パロアルト研究所が本拠を置くコヨーテ・ヒル・ロード3333番地はスタンフォード・リサーチ・パークの一角にあり、スタンフォード大学の所有する土地である。そのため、スタンフォード大学の大学院生がパロアルト研究所の研究プロジェクトに参加することも多く、逆にパロアルト研究所の科学者がスタンフォードでのセミナーやインターネットなどのプロジェクトに協力することもある。
初期のパロアルト研究所がコンピュータ関連で成功したのは、計算機科学研究室の責任者ロバート・テイラーのリーダーシップによるところが大きい。

### 沿革
- 1970年7月1日 - 公式に開設。当初の所在地はポーター・ドライブ 3180番地。
- 1972年 - Smalltalk の最初のバージョンが利用可能になる。
- 1973年 - Alto が動作する。
- 1973年8月 - コヨーテ・ヒル・ロード3333番地に本拠の施工を開始。広さは10万平方フィート。
- 1975年2月 - コヨーテ・ヒル・ロード3333番地に本拠が竣工。3月1日付けで開設。
- 1978年 - 研究員がワームを発明する。
- 1979年 - スティーブ・ジョブズ、ビル・ゲイツが見学に訪れる。
- 1982年 - コヨーテ・ヒル通り 3333 で10万平方フィートの拡張が完了。
- 2002年1月4日 - Xerox Palo Alto Research Center から Palo Alto Research  Center Incorporated へと名称を変え、独立した会社組織となった（ただし、ゼロックスの完全子会社）。

## 最近のPARC
パロアルト研究所は2002年に子会社として独立し、スポンサーまたは顧客の資金援助を受けて研究開発を行うようになった。
2004年の時点ではゼロックスが最大の顧客だが、富士通との長期提携や Scripps Research Institute との医療関係の共同研究などを発表していた。
2023年米ゼロックスは子会社のパロアルト研究所を米スタンフォード大学を母体とする研究機関SRIインターナショナルに寄贈すると発表。

## 成果
- マウス
- レーザープリンター
- コンピュータによるビットマップ画像生成
- ウィンドウとアイコンを使ったグラフィカルユーザインタフェース (GUI)
- WYSIWYG方式のテキストエディタ
- Interpress (解像度に依存しないグラフィカルなページ記述言語。PostScriptの原型)
- イーサネット
- Smalltalkとその統合開発環境（オブジェクト指向プログラミング）
- 液晶ディスプレイ
- 光ディスク
- ユビキタスコンピューティング
- アスペクト指向プログラミング
- IPv6

### Alto
パロアルト研究所でのコンピュータ関連の成果をまとめ、スタンフォード研究所で開発されたマウスを加えたのがAltoである。これには、現在のパーソナルコンピュータの基本要素が全て備わっている。これにさらにイーサネットを統合したことで PARC Universal Packet の開発につながった。これは今日のインターネットとよく似ている。

### GUI
ゼロックスは、パロアルト研究所の成果の価値を見抜くことに失敗したとよく言われる。特に指摘されるのがGUIについてである。しかし、実際には製品化は行われており、Xerox Starを発売している。その後のシステム設計に多大な影響を与えたが、高価だったために約25,000台しか売れず、商業的には失敗した。ロバート・クリンジリーは『コンピュータ帝国の興亡』で、その時代に実現するのに必要なコスト、という観点から考えれば、商売に乗り出すその時期ではまだなかったのであって、失敗とするのは当たらない、としている。パロアルト研究所に勤めていた David Liddle らが Metaphor Computer Systems を創業し、Star のデスクトップ概念を拡張したワークステーションなどを開発し、後にIBMが同社を買収した。

#### Appleとの関係
最初に成功したGUI製品はAppleのMacintoshだが、これはパロアルト研究所の成果に触発されたものである。ゼロックスはAppleの公開前株式の購入と引き換えに、Appleの技術者がパロアルト研究所を訪れることを了承した。後にAppleがマイクロソフトをGUIの「ルック・アンド・フィール」の著作権侵害で訴えた際、ゼロックスもAppleを同様の理由で訴えたことがあった。しかし、ゼロックスの訴えは遅すぎたため期限切れとして却下された。

## 著名な研究者
PARCには著名な研究者が多いが、中でもチューリング賞受賞者のバトラー・ランプソン（1992年）とアラン・ケイ（2003年）がいる。また、ACMのソフトウェアシステム賞を受賞した研究として、Altoシステム（1984年）、Smalltalk（1987年）、InterLisp（1992年）、遠隔手続き呼出し（1994年）がある。また2004年、ケイ、ランプソン、ロバート・テイラー、チャック・サッカーの4人は、Altoの開発に対して全米技術アカデミーからチャールズ・スターク・ドレイパー賞を授与された。

### その他の有名人
- リン・コンウェイ - カーバー・ミードと共に『超LSIシステム入門』を出版。
- チャールズ・ゲシキ、ジョン・ワーノック - ページ記述言語インタープレス開発。PARCを離れてアドビシステムズ（現アドビ）を設立
- ロバート・メトカーフ - イーサネットの発明者。
- ランディ・パウシュ - 一時期PARCに勤めていた。
- チャールズ・シモニー - WYSIWYGワープロを開発。後にマイクロソフトに移ってからMultiplanなどを開発。
- ゲイリー・スタークウェザー - レーザープリンタの発明者。後にAppleに移っってからカラーマネージメントシステムを発明した。
- ビル・イングリッシュ - マウスの開発。
- バン・ジェイコブソン
- ラリー・テスラー - 「カット」「コピー」「ペースト」の発明者。初のGUIを備えたWYSIWYGワープロGypsyの共同開発者。

## 関連する有名人
- スティーブ・ジョブズ、ビル・ゲイツ - ほぼ同時期にPARCを訪問し、それぞれMacintosh、Windowsを生むこととなる。